# Taniwhasaurus
Taniwhasaurus (van de Māori taniwha, een bovennatuurlijk, aquatisch wezen, en het Griekse σαυρος (sauros), wat hagedis betekent) is een geslacht van uitgestorven mosasauriërs (vleesetende mariene hagedissen) dat leefde in Nieuw-Zeeland, Zuid-Afrika, Japan en Antarctica tijdens het Laat-Krijt. Het geslacht was een naaste verwant van het geslacht Tylosaurus.

## Soorten

### Taniwhasaurus oweni
Taniwhasaurus oweni, de typesoort van het geslacht Taniwhasaurus, was een relatief middelgrote mosasauriër, die zeven meter lang was en drie ton woog. Het werd benoemd en beschreven in 1874 door James Hector op basis van een fossiel exemplaar gevonden in de ontsluitingen van de Conwayformatie uit het Laat-Campanien van Haumuri Bluff, Nieuw-Zeeland (een stadium dat op de geologische tijdschaal van Nieuw-Zeeland bekend staat als Haumurien). De soortaanduiding eert Richard Owen. Het skeletmateriaal bestond uit een schedel, wervels en peddels, die in drie afzonderlijke secties voorkwamen, maar waarvan werd aangenomen dat ze allemaal tot dezelfde soort behoorden. Het lectotype is in 1971 gekozen als DM R1536. 

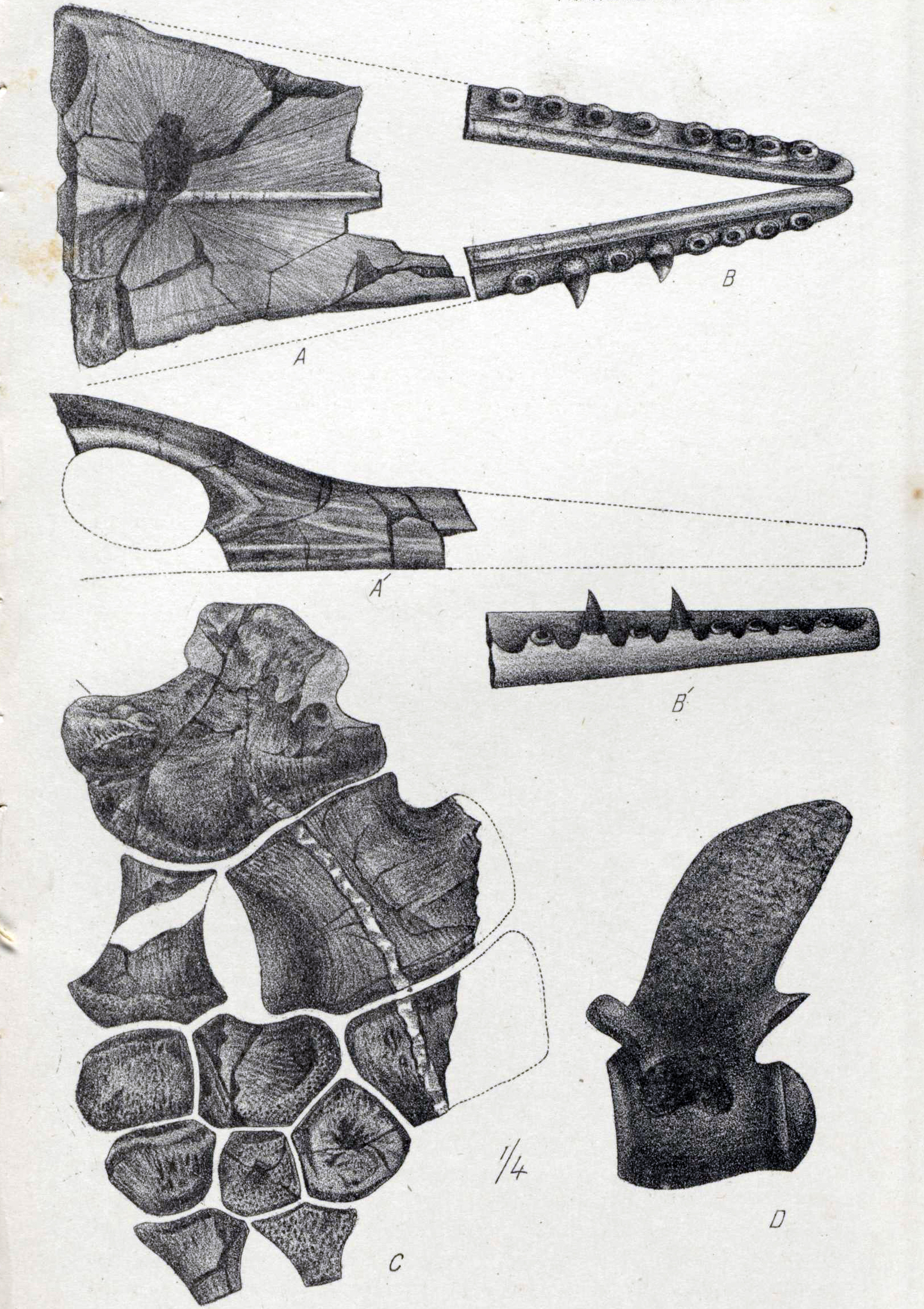
Het materiaal van het lectotype

In 1999 werden nog meer schedelmateriaal en wervels verzameld. Ontdekte overblijfselen van Taniwhasaurus oweni suggereren dat deze soort krachtige gespierde opperarmbeenderen had die kort en breed waren, met peddelbeenderen met vingerkootjes. Taniwhasaurus haumuriensis, die ook door Hector werd benoemd op basis van de voorste delen van de kaken, specimen DM R1532, bleek een jonger synoniem te zijn van Tylosaurus oweni.

### Taniwhasaurus capensis
Tylosaurus capensis werd in 1912 beschreven door Robert Broom uit afzettingen uit het Santonien van Pondoland, Zuid-Afrika op basis van een paar fragmentarische stukjes van het kaakbot en een enkele wervel. In 2019 ontdekte een heronderzoek van tylosaurine taxa door Paulina Jimenez-Huidobro en Michael Caldwell van de Universiteit van Alberta dat het holotype-exemplaar, SAM K5625, meer kenmerkend is voor Taniwhasaurus dan Tylosaurus, maar ontdekte ook dat de fossielen te slecht bewaard waren gebleven om het geslacht te identificeren. Niettemin verplaatste de studie het taxon Tylosaurus capensis naar Taniwhasaurus.

### Taniwhasaurus antarcticus
Het geslacht Lakumasaurus werd in 2002 beschreven door Novas et alii van een schedel, ribfragmenten en verschillende wervels gevonden in de Santa Marta-formatie van James Ross Island, Antarctica. Toen het typemateriaal, specimen IAA 2000-JR-FSM-1, in 2007 opnieuw werd onderzocht, stelden James E. Martin en Marta Fernández dat Lakumasaurus een jonger synoniem was van Taniwhasaurus en combineerden ze de soort Lakumasaurus antarcticus tot Taniwhasaurus antarcticus. Aangezien twee soorten worden onderscheiden is de keuze voor een geslacht subjectief en kan men van Lakumasaurus blijven spreken.

### Taniwhasaurus mikasaensis
Yezosaurus was de naam die werd gegeven aan een onbeschreven geslacht van prehistorische zeereptielen. Oorspronkelijk gedacht dat het een tyrannosaurische dinosauriër was, werd het later geïdentificeerd als een mosasauriër of ichthyosauriër die leefde in wat nu Japan is. De typesoort Yezosaurus mikasaensis werd bedacht door Obata en Muramoto in 1977, maar werd pas formeel beschreven in 2008, toen de soort Taniwhasaurus mikasaensis werd benoemd door Caldwell et alii (waardoor Yezosaurus mikasaensis een nomen nudum werd). Het holotype is MCM.M0009, het middendeel van een schedel met onderkaken. Jimenez-Huidobro & Caldwell (2019) voerden aan dat er onvoldoende fossiel bewijs is om onderscheid te maken tussen Taniwhasaurus mikasaensis en Taniwhasaurus oweni en wezen de eerste daarom toe aan een Taniwhasaurus indet.